# BMW 507
La BMW 507 è una autovettura roadster prodotta dalla casa automobilistica bavarese BMW dal 1955 al 1959.

## Storia

### Genesi e debutto

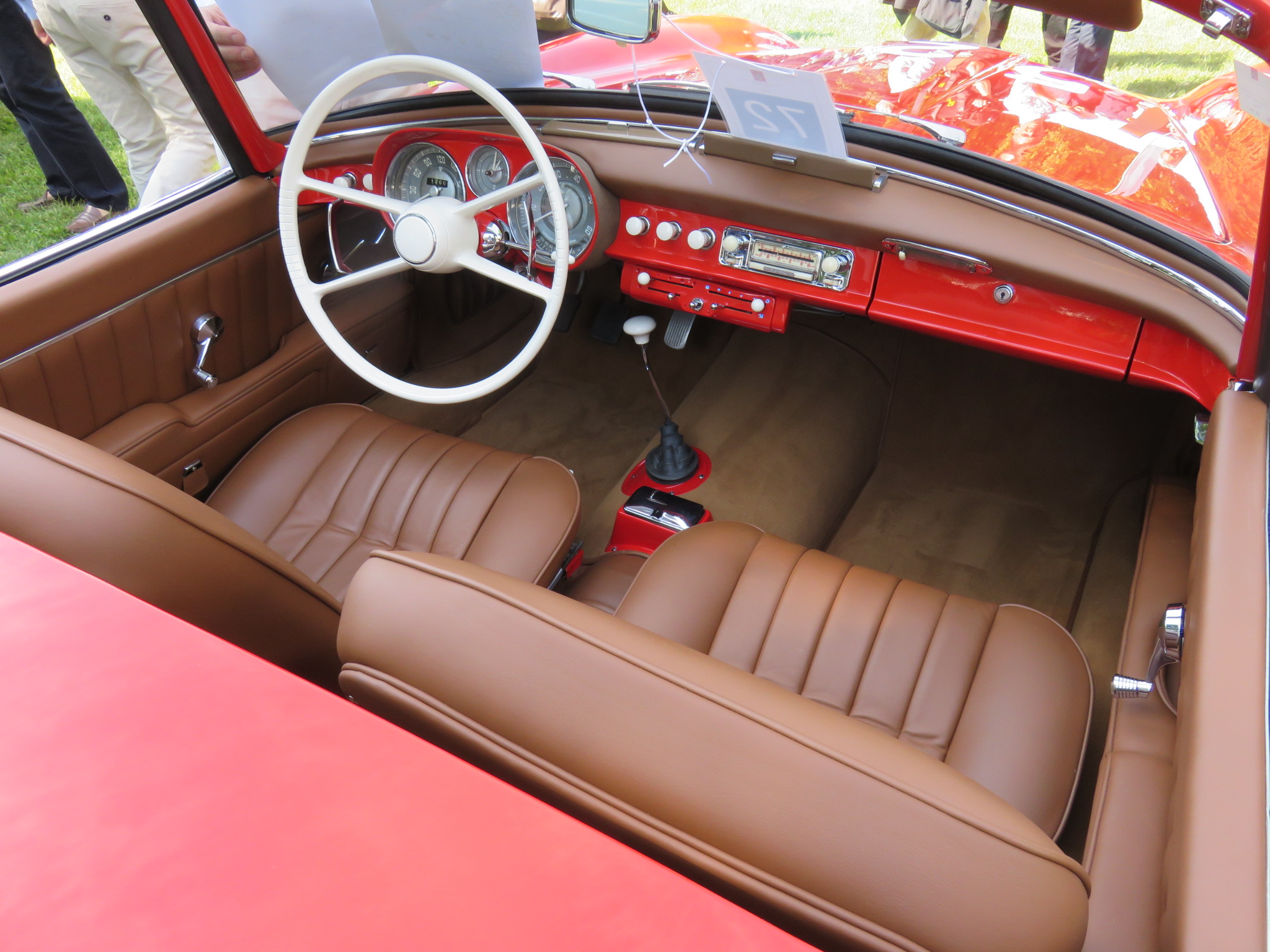
Interni di una 507

La genesi della BMW 507 si snodò nel biennio 1954-56, in quel periodo, la casa dell'Elica era in difficoltà finanziarie, a causa delle scarse vendite che le berline 501 e 502 stavano ottenendo nel mercato tedesco. Il mercato delle sportive di lusso pareva offrire molti sbocchi, ma le risorse finanziarie alla BMW non erano molte e neppure le idee, basti pensare che nei primi anni di quel decennio le versioni più sportive presenti in gamma erano le 501 e 502 con una carrozzeria coupé ottenuta semplicemente ridisegnando il padiglione e rendendolo più spiovente nella zona posteriore. Mancava insomma una vera sportiva che potesse tra l'altro riprendere l'eredità della gloriosa 328 d'anteguerra. Fu l'importatore statunitense di origini tedesche Max Hoffmann a prendere contatto, nell'estate 1954, con la casa bavarese per spronarla in tale direzione ed anzi, fornendole alcuni input relativi alle caratteristiche che una possibile sportiva BMW avrebbe potuto avere. Oltretutto, la BMW già disponeva di un motore V8, motore che da poco tempo aveva cominciato ad essere montato sotto il cofano della 502. L'architettura V8 è stata da sempre amata e prediletta dalla clientela statunitense, ed anche per questo Max Hoffmann spinse in tale direzione, conscio del fatto che una vettura di quel genere avrebbe potuto vendere molto negli USA. Il primo prototipo realizzato direttamente da Ernst Loof del centro stile BMW non piacque però ad Hoffmann ed il progetto sembrò arenarsi quasi sul nascere, se non che lo stesso importatore statunitense contattò un giovane designer tedesco, Albrecht von Goertz, il quale all'epoca aveva un suo studio di design, affinché gli potesse proporre alcuni schizzi relativi ad una possibile futura sportiva BMW a due posti. Le proposte di stile di Goertz piacquero molto sia ad Hoffmann che alla BMW. Quest'ultima inviò immediatamente un telegramma a Goertz, affinché si unisse al centro stile interno per proseguire con lo sviluppo del progetto. Il rapporto di collaborazione fra le due parti venne perfezionata nel gennaio del 1955, con la condizione che la vettura fosse terminata entro il mese di settembre dello stesso anno, in modo da poter essere esposta al Salone di Francoforte. In pochissimo tempo, Goertz riuscì a disegnare sia la 503 che la futura roadster, ossia la 507: entrambi i mascheroni vennero approvati dal consiglio di amministrazione della BMW, la quale avviò la fase di industrializzazione del progetto, in fretta e furia, dato l'approssimarsi del Salone di Francoforte. In questa occasione, la 507 venne presentata assieme alla 503 e fece scalpore per il suo stile assai accattivante. Una seconda presentazione si ebbe sempre negli ultimi mesi del 1955 a New York, in modo da far toccare con mano la vettura anche agli spettatori d'oltreoceano, visto che quello statunitense costituiva un mercato di primaria importanza per una vettura come la 507. Cominciò così la carriera commerciale della roadster bavarese, con le prime consegne avvenute all'inizio del 1956.

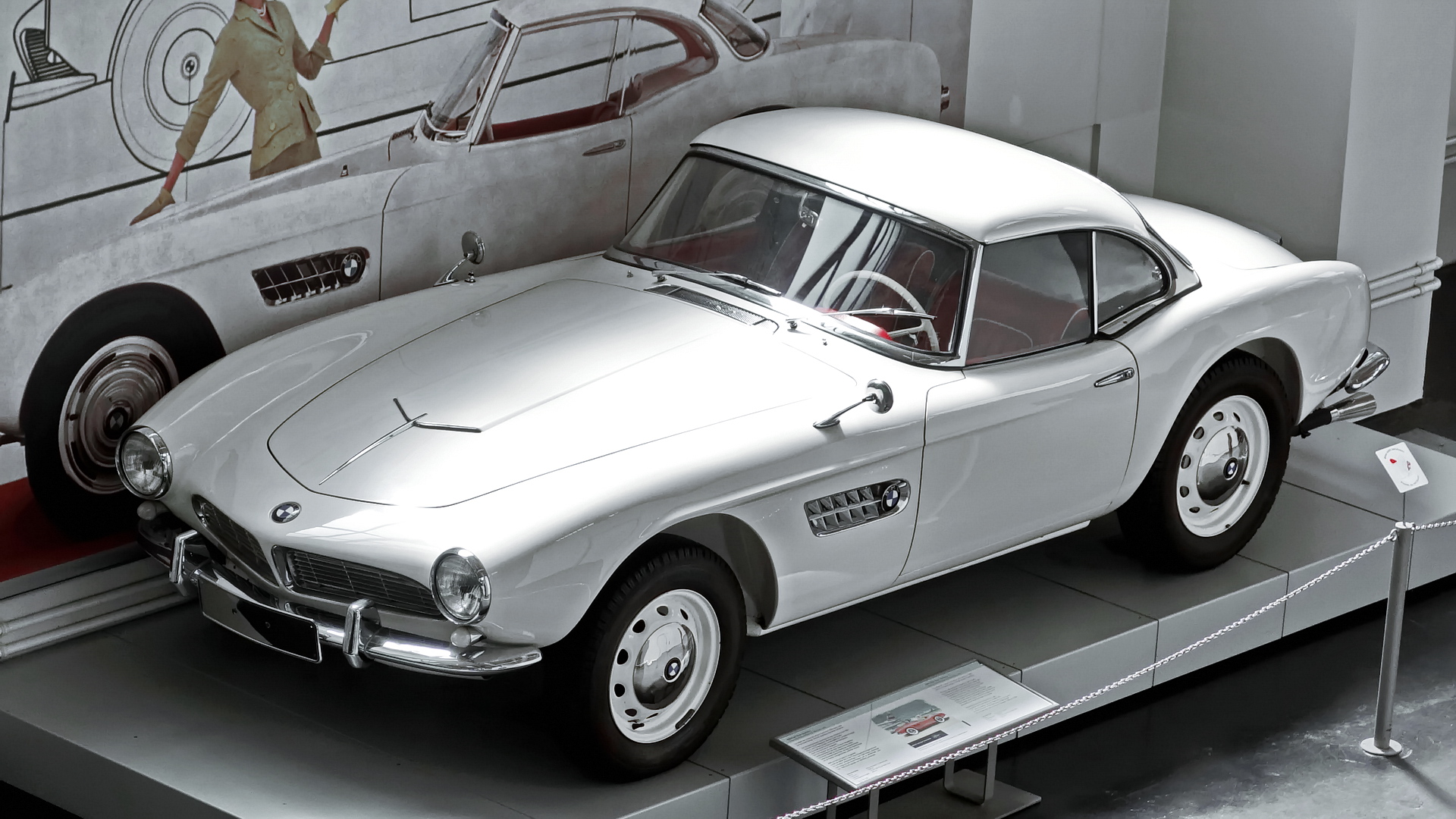
507 dotata di hardtop

### Design e stile

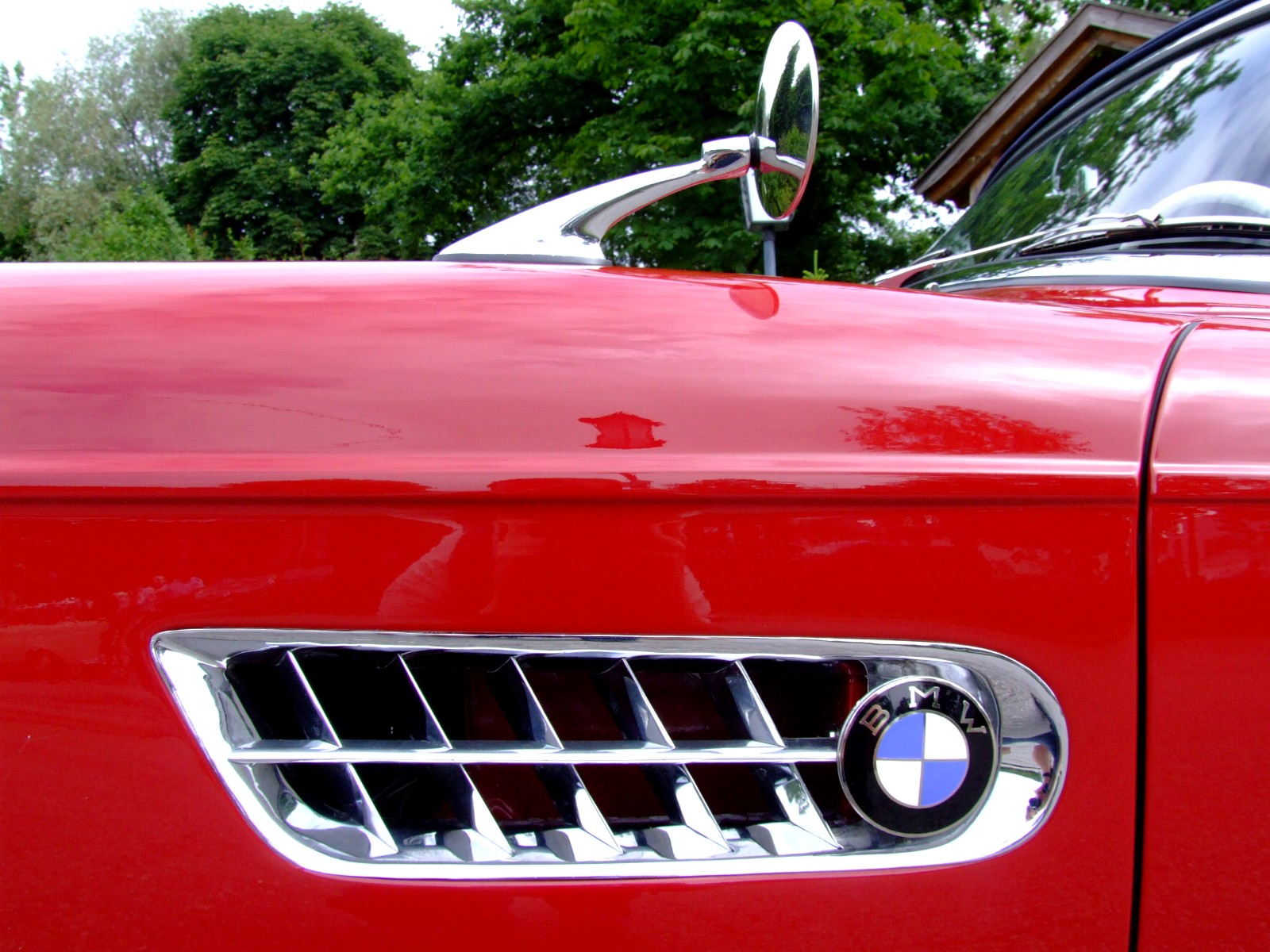
Vista delle "branchie" laterali di una 507

La 507 è considerata da molti come una delle più belle roadster mai costruite: a ciò contribuì la sua linea slanciata, forse il capolavoro di von Goertz, bassa, filante, dinamica. Il frontale, assai sottile ed aerodinamico reinterpretava il concetto della calandra a "doppio rene", proponendola in una forma sviluppata in larghezza, subito sotto il muso appuntito. Ai lati, i tondi fari anteriori erano incastonati sui classici rigonfiamenti ai lati del cofano che proseguivano all'indietro inglobando i parafanghi anteriori. Una piccola presa d'aria è collocata al centro del lungo cofano motore, il quale termina alla base del curvo parabrezza decisamente inclinato. La fiancata esprime un notevole dinamismo grazie alla sua linea di cintura relativamente alta, che si abbassa in corrispondenza delle portiere e si rialza subito dietro, creando un effetto ondulatorio, o meglio, una linea sinuosa. L'unico vezzo presente sulla fiancata è rappresentato dallo sfogo d'aria laterale dietro il parafango anteriore, una sorta di "branchia". La coda è piuttosto corta e arrotondata, dotata di piccoli fari posteriori: le ridotte proporzioni della coda stessa donano ulteriore dinamismo alla linea della vettura, il cui posto guida si viene a trovare a ridosso del retrotreno, come su altre roadster classiche. Per soddisfare i più esigenti, la roadster tedesca poteva essere dotata a richiesta di un hard-top che la trasformava in una coupé a due posti secchi.
L'abitacolo a due posti secchi della 507 era posto a ridosso del retrotreno per ottenere una linea assai scattante, un tema che sarebbe rimasto invariato nel corso dei decenni un po' per tutte le roadster prodotte da lì in avanti. Il posto guida era dominato dal grande volante a quattro razze disposte a V a due a due, dietro al quale trovava posto il cruscotto piuttosto completo e dotato di due grandi strumenti circolari (tachimetro e contagiri) e da altri strumenti secondari (orologio fra i due strumenti principali e indicatore livello carburante e della temperatura dell'acqua nella parte inferiore del contagiri). La zona centrale della plancia, solitamente verniciata in tinta con la carrozzeria o anche rivestita parzialmente in pelle, era dominata da una grande presa d'aria e dell'autoradio. Il tunnel centrale era praticamente assente e la leva del cambio era in pratica montata sul pavimento. La parte destra della plancia era invece caratterizzata dalla presenza di un ampio vano portaoggetti, nonché da una maniglia di sostegno per il passeggero.

### Struttura, meccanica e motore

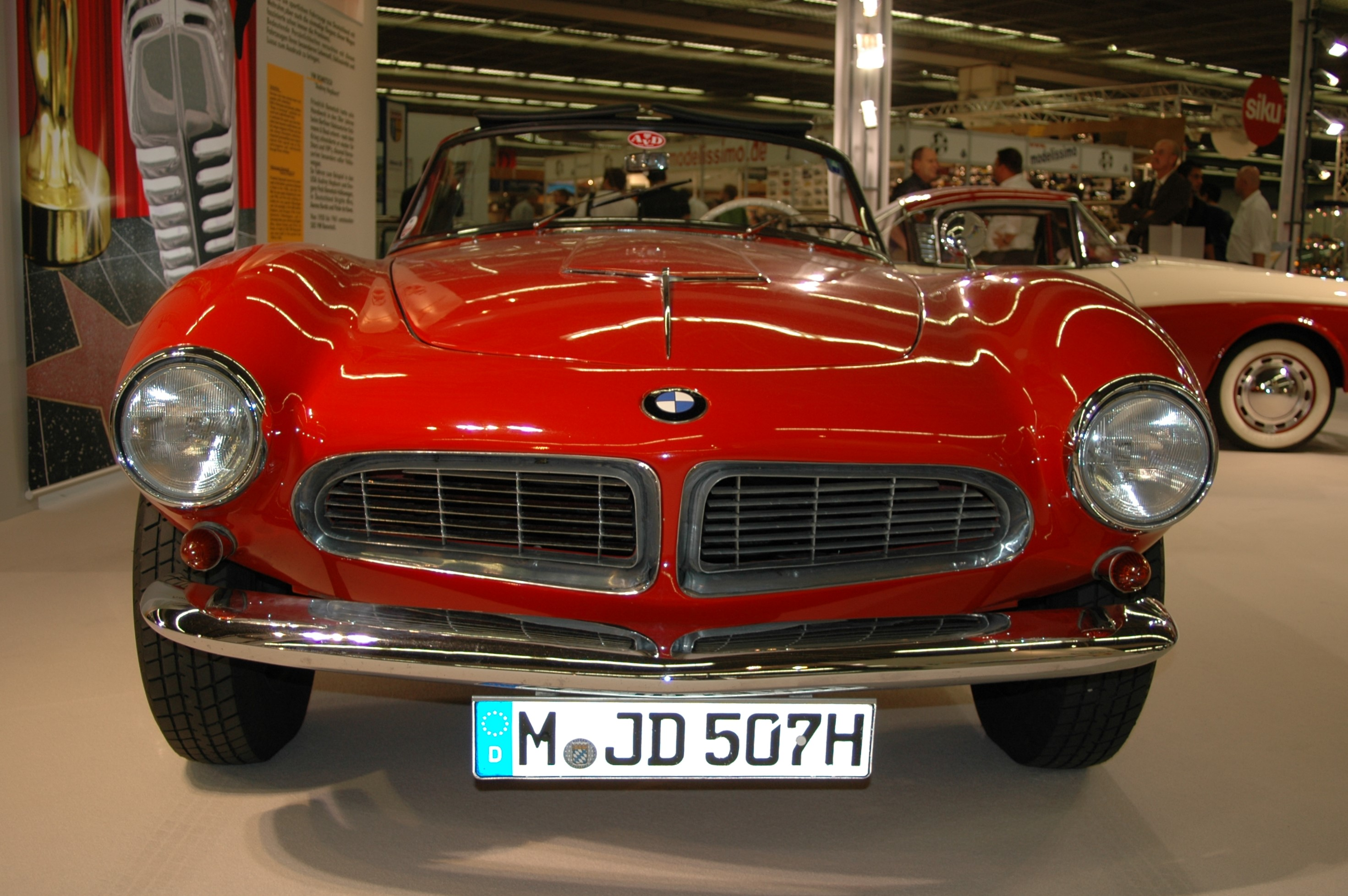
Dettaglio del frontale; notare il doppio rene a sviluppo orizzontale anziché verticale

La 507 nasceva su di un telaio a longheroni scatolati e a traverse con rinforzi tubolari, sul quale era montata una scocca in alluminio per contenere il peso (la base meccanica derivata dalle contemporanee berline 501 e 502 non fu di certo un esempio di leggerezza). Lo schema meccanico era quello tradizionale a motore anteriore e a trazione posteriore, uno schema che in una vettura come la 507 calzava alla perfezione. un avantreno a ruote indipendenti e un retrotreno ad assale rigido, entrambi provvisti di barre di torsione longitudinali. L'impianto frenante era costituito da freni a tamburo sulle quattro ruote.
Il propulsore della 507 è un 8 cilindri a V di 90° già presente su tutte le BMW di lusso degli anni cinquanta, della cilindrata di 3168 cm³. Condiviso con la 502 e con la 503, tale motore trova qui la sua massima evoluzione, dal momento che già fin dai primi esemplari destinati al mercato europeo eroga una potenza massima di 150 CV a 5000 giri/min. Ciò è stato reso possibile dall'adozione di due carburatori doppio corpo Zenith. Ma per il mercato americano, la 507 arrivò ad erogare 195 CV. Per il resto, tale V8 mantenne le caratteristiche degli altri V8 da 3.2 litri presenti sulle BMW dell'epoca, tra le quali la distribuzione ad un albero a camme laterale, con valvole in testa. La trasmissione prevedeva una frizione monodisco a secco, con cambio a 4 marce sincronizzate.

## Evoluzione

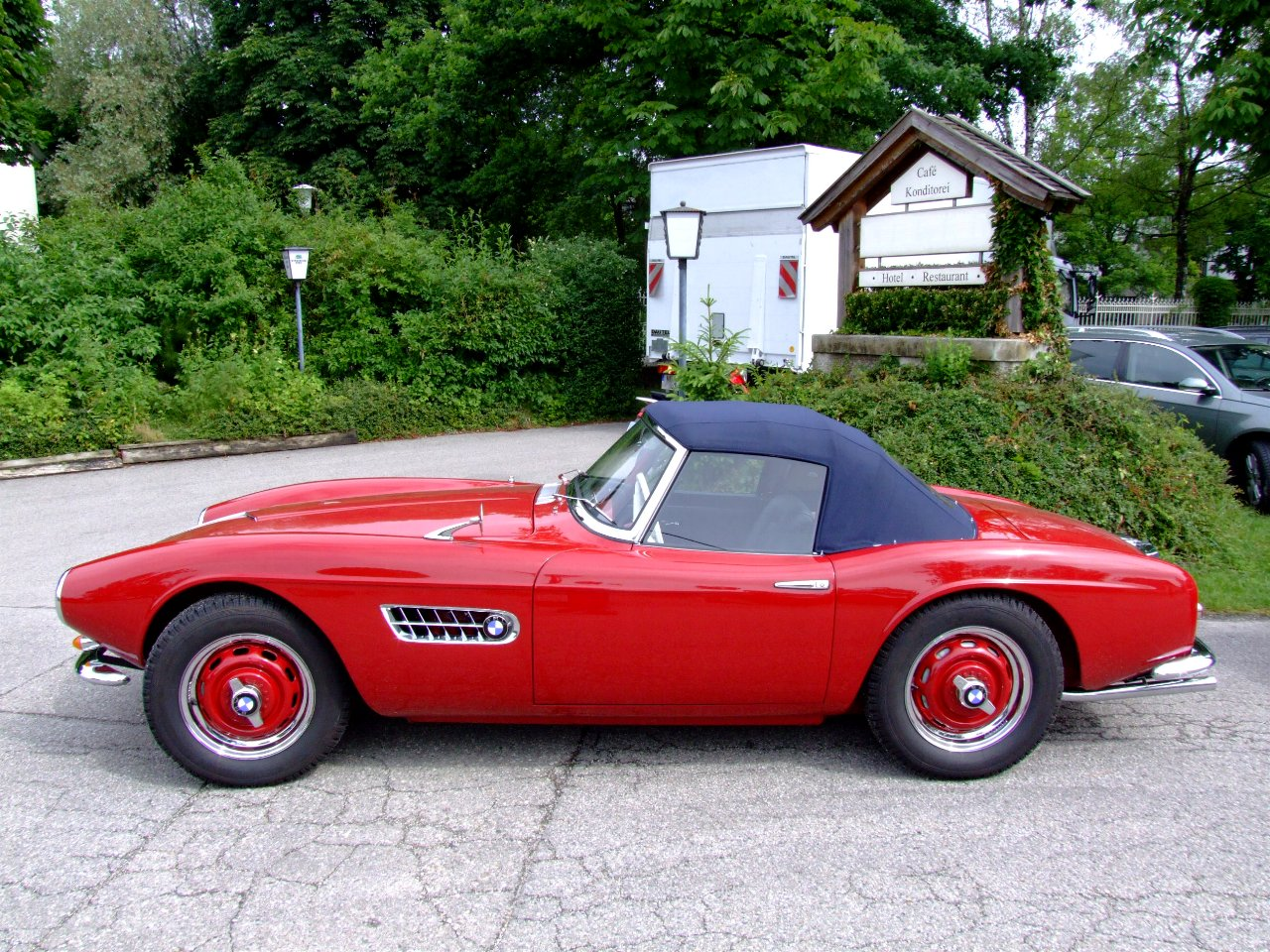
Vista laterale di una BMW 507

La 507 non rappresentava, come per la Mercedes-Benz 300SL o la Chevrolet Corvette di quegli anni, un modello di punta con scopo quasi pubblicitario più che economico, ma era, per la BMW del dopoguerra, una necessità economica. Alla BMW infatti si sperava che quest'auto avrebbe sfondato sul mercato americano e avrebbe così sanato la situazione economica della casa tedesca. Ma le cose non andarono come sperato: nonostante questo modello avesse saputo attirare a sé le preferenze di numerose star dell'epoca, tra cui il celeberrimo Elvis Presley, tra il 1956 e il marzo 1959 vennero prodotte solo 252 BMW 507 (254 secondo alcune fonti), in confronto alle oltre 26.000 unità totali dei modelli 190SL e 300SL, prodotti dalla Mercedes-Benz. Una vera delusione per la dirigenza BMW che invece contava di produrne un migliaio all'anno. Molti individuano la causa di tale fallimento nelle prestazioni, decisamente inferiori a quelle della sua diretta concorrente: la Mercedes-Benz 300 SL infatti superava i 250 km/h e passava da 0 a 100 km/h in meno di 8 secondi, mentre la 507 si fermava a 201 km/h di velocità massima e impiegava 9,4 secondi per il passaggio da 0 a 100 km/h. Anche la potenza era inferiore: il motore Mercedes-Benz 3 litri ad iniezione diretta sviluppava 215 CV, mentre il motore V8 BMW 3,2 litri ne erogava solo 150 a 5000 giri. Tramontata la 507, la sua erede più affine sarebbe arrivata solo 40 anni dopo, nel 2000, e avrebbe portato il nome di Z8.
Gli unici step evolutivi della 507 riguardarono il serbatoio carburante che venne spostato sotto il bagagliaio, sottraendo così spazio alla già esigua capacità iniziale, e l'adozione dei freni a disco sulle quattro ruote. Lo spostamento del serbatoio, inizialmente sistemato dietro i sedili, fu voluto per meglio venire incontro alla clientela di statura elevata e tale modifica fu apportata all'insaputa di Albrecht von Goertz, il quale in seguito rimase amareggiato da questa circostanza.

## Fuoriserie su base507

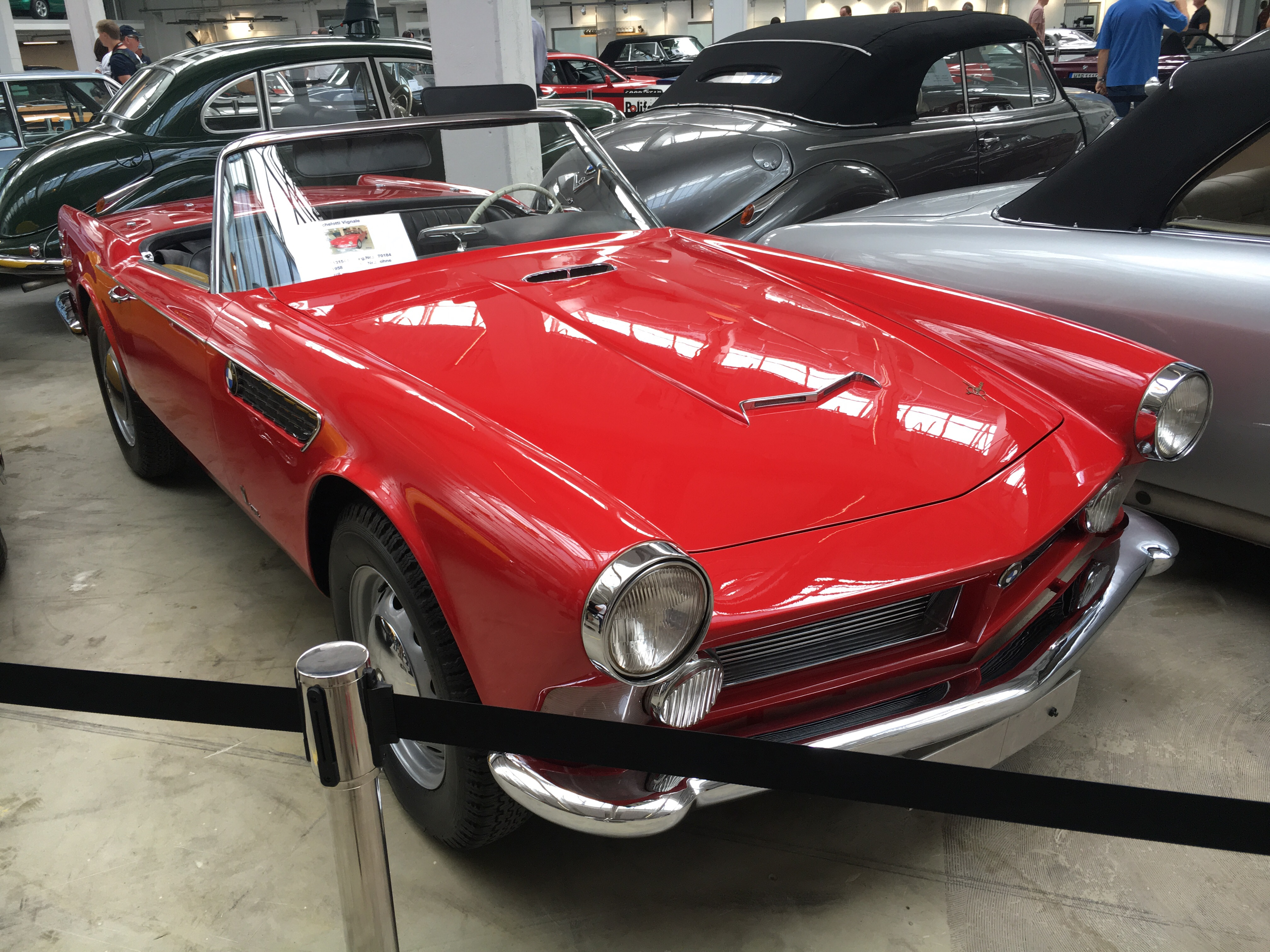
La BMW 3200 Michelotti Vignale

La 507 fu oggetto di alcune reinterpretazione da parte di alcuni carrozzieri e designers rinomati dell'epoca. Si è già parlato del prototipo iniziale di Ernst Loof, ma a questo vanno aggiunte anche la 507 ricarrozzata come coupé da Raymond Loewy e la 507 allestita come vettura sport biposto dotata di un parabrezza basso. Nel 1959 venne realizzata la BMW 3200 Michelotti Vignale. Opera del designer Giovanni Michelotti per conto della carrozzeria Vignale, aveva la linea più spigolosa rispetto al modello dal quale traeva origine e poteva raggiungere la velocità massima di 194 km/h.

## Scheda tecnica
| Caratteristiche tecniche - BMW 507                                          | Caratteristiche tecniche - BMW 507 | Caratteristiche tecniche - BMW 507 | Caratteristiche tecniche - BMW 507 | Caratteristiche tecniche - BMW 507 | Caratteristiche tecniche - BMW 507 |
| --------------------------------------------------------------------------- | --- | --- | --- | --- | --- |
|                                                                             | | | | | |
| Configurazione                                                              | | | | | |
| Carrozzeria: Roadster                                                       | Carrozzeria: Roadster | Posizione motore: Anteriore longitudinale | Posizione motore: Anteriore longitudinale | Trazione: posteriore | Trazione: posteriore |
| Dimensioni e pesi                                                           | | | | | |
| Posti totali: 2                                                             | Posti totali: 2 | Bagagliaio: | Bagagliaio: | Serbatoio: | Serbatoio: |
| Masse                                                                       | a vuoto: 1330 kg | a vuoto: 1330 kg | a vuoto: 1330 kg | a vuoto: 1330 kg | a vuoto: 1330 kg |
| Meccanica                                                                   | | | | | |
| Tipo motore: M507/1 8 cilindri a V di 90° su 5 supporti di banco            | Tipo motore: M507/1 8 cilindri a V di 90° su 5 supporti di banco | Tipo motore: M507/1 8 cilindri a V di 90° su 5 supporti di banco | Cilindrata: 3168 cm³ | Cilindrata: 3168 cm³ | Cilindrata: 3168 cm³ |
| Distribuzione: asse a camme laterale con valvole in testa, due per cilindro | Distribuzione: asse a camme laterale con valvole in testa, due per cilindro | Distribuzione: asse a camme laterale con valvole in testa, due per cilindro | Alimentazione: Due carburatori doppio corpo Zenith 32 NDIX | Alimentazione: Due carburatori doppio corpo Zenith 32 NDIX | Alimentazione: Due carburatori doppio corpo Zenith 32 NDIX |
| Prestazioni motore                                                          | Potenza: 150/5000 (CV/rpm) / Coppia: 235/4000 (Nm/rpm) | Potenza: 150/5000 (CV/rpm) / Coppia: 235/4000 (Nm/rpm) | Potenza: 150/5000 (CV/rpm) / Coppia: 235/4000 (Nm/rpm) | Potenza: 150/5000 (CV/rpm) / Coppia: 235/4000 (Nm/rpm) | Potenza: 150/5000 (CV/rpm) / Coppia: 235/4000 (Nm/rpm) |
| Frizione: Monodisco a secco                                                 | Frizione: Monodisco a secco | Frizione: Monodisco a secco | Cambio: Manuale a 4 marce | Cambio: Manuale a 4 marce | Cambio: Manuale a 4 marce |
| Telaio                                                                      | | | | | |
| Corpo vettura                                                               | separato a longheroni scatolati e traverse con rinforzi tubolari, scocca in alluminio | separato a longheroni scatolati e traverse con rinforzi tubolari, scocca in alluminio | separato a longheroni scatolati e traverse con rinforzi tubolari, scocca in alluminio | separato a longheroni scatolati e traverse con rinforzi tubolari, scocca in alluminio | separato a longheroni scatolati e traverse con rinforzi tubolari, scocca in alluminio |
| Sterzo                                                                      | a ingranaggi conici | a ingranaggi conici | a ingranaggi conici | a ingranaggi conici | a ingranaggi conici |
| Sospensioni                                                                 | anteriori: ruote indipendenti con quadrilateri e barre di torsione longitudinali, ammortizzatori idraulici telescopici / posteriori: assale rigido con barre di torsione longitudinali, ammortizzatori idraulici telescopici | anteriori: ruote indipendenti con quadrilateri e barre di torsione longitudinali, ammortizzatori idraulici telescopici / posteriori: assale rigido con barre di torsione longitudinali, ammortizzatori idraulici telescopici | anteriori: ruote indipendenti con quadrilateri e barre di torsione longitudinali, ammortizzatori idraulici telescopici / posteriori: assale rigido con barre di torsione longitudinali, ammortizzatori idraulici telescopici | anteriori: ruote indipendenti con quadrilateri e barre di torsione longitudinali, ammortizzatori idraulici telescopici / posteriori: assale rigido con barre di torsione longitudinali, ammortizzatori idraulici telescopici | anteriori: ruote indipendenti con quadrilateri e barre di torsione longitudinali, ammortizzatori idraulici telescopici / posteriori: assale rigido con barre di torsione longitudinali, ammortizzatori idraulici telescopici |
| Freni                                                                       | anteriori: tamburo (a disco dal 1957) / posteriori: tamburo (a disco dal 1957) | anteriori: tamburo (a disco dal 1957) / posteriori: tamburo (a disco dal 1957) | anteriori: tamburo (a disco dal 1957) / posteriori: tamburo (a disco dal 1957) | anteriori: tamburo (a disco dal 1957) / posteriori: tamburo (a disco dal 1957) | anteriori: tamburo (a disco dal 1957) / posteriori: tamburo (a disco dal 1957) |
| Pneumatici                                                                  | 6.00 H 16 | 6.00 H 16 | 6.00 H 16 | 6.00 H 16 | 6.00 H 16 |
| Prestazioni dichiarate                                                      | | | | | |
| Velocità: fra 190 e 220 a seconda del rapporto al ponte km/h                | Velocità: fra 190 e 220 a seconda del rapporto al ponte km/h | Velocità: fra 190 e 220 a seconda del rapporto al ponte km/h | Accelerazione: da 9"4 a 11"7 a seconda del rapporto al ponte | Accelerazione: da 9"4 a 11"7 a seconda del rapporto al ponte | Accelerazione: da 9"4 a 11"7 a seconda del rapporto al ponte |
| Consumi                                                                     | 17 litri/100 km | 17 litri/100 km | 17 litri/100 km | 17 litri/100 km | 17 litri/100 km |
| Altro                                                                       | | | | | |
| Alesaggio e corsa (mm)                                                      | 82 x 75 mm | 82 x 75 mm | 82 x 75 mm | 82 x 75 mm | 82 x 75 mm |
| Rapporto di compressione                                                    | 7,8:1 | 7,8:1 | 7,8:1 | 7,8:1 | 7,8:1 |
| Note                                                                        | Esemplari prodotti 254 (compresi prototipi e fuoriserie) tra il 10/1955-03/1959 con prezzo al debutto in DM di 26.500, prezzo in Italia nel 1960 6.700.000 lire                                                              | Esemplari prodotti 254 (compresi prototipi e fuoriserie) tra il 10/1955-03/1959 con prezzo al debutto in DM di 26.500, prezzo in Italia nel 1960 6.700.000 lire                                                              | Esemplari prodotti 254 (compresi prototipi e fuoriserie) tra il 10/1955-03/1959 con prezzo al debutto in DM di 26.500, prezzo in Italia nel 1960 6.700.000 lire                                                              | Esemplari prodotti 254 (compresi prototipi e fuoriserie) tra il 10/1955-03/1959 con prezzo al debutto in DM di 26.500, prezzo in Italia nel 1960 6.700.000 lire                                                              | Esemplari prodotti 254 (compresi prototipi e fuoriserie) tra il 10/1955-03/1959 con prezzo al debutto in DM di 26.500, prezzo in Italia nel 1960 6.700.000 lire                                                              |